# Distretto di Kushoniyon
Il distretto di Kushoniyon (fino al 12 marzo 1992 Kommunistī; fino al 2018 Bochtar) si trova nella regione di Chatlon in Tagikistan. Il suo capoluogo è un villaggio di 8 000 abitanti chiamato Ismoili Somoni; nel distretto ci sono circa 209 000 abitanti.
Il distretto venne chiamato nel 1944 col nome di Otjabr quando era ancora parte dell'Unione sovietica e poi venne rinominato col nome di Kommunistī (Коммунистӣ).

## Suddivisione Amministrativa
Il distretto si estende per circa 600 km² ed è diviso in 8 çamoati:
| Jamoat           | Popolazione (2015) |
| ---------------- | ------------------ |
| Bokhtariyon      | 6.700              |
| Bustonqala       | 4.300              |
| Ismoili Somoni   | 7.800              |
| Mehnatobod       | 34.201             |
| Navbahor         | 18.281             |
| Oriyon           | 10.392             |
| Sarvati Istiqlol | 33.071             |
| Zargar           | 49.235             |